# رودن، درنته
رودن، درنته (به هلندی: Roden) یک منطقهٔ مسکونی در هلند است که در نوردن‌فلد واقع شده‌است. رودن ۱۵٬۰۰۰ نفر جمعیت دارد.